# Henry Augustus Rowland
Henry Augustus Rowland (ur. 27 listopada 1848 w Honesdale, Pensylwania, zm. 16 kwietnia 1901) – fizyk amerykański. W latach 1899–1901 piastował stanowisko pierwszego prezydenta Amerykańskiego Stowarzyszenia Fizyków. Dzisiaj znany głównie z wykonania wysokiej jakości siatki dyfrakcyjnej i badań związanych z analizą widmową światła.

## Życiorys
W roku 1876 objął Katedrę Fizyki w nowo otwartym Uniwersytecie Johna Hopkinsa w Baltimore. Stanowisko to piastował do swojej przedwczesnej śmierci w 1901 roku.
Rowland był jednym z najbłyskotliwszych fizyków swoich czasów, choć początkowo nie docenianym w ojczystym kraju. Jamesowi Clerkowi Maxwellowi zawdzięczał ukazanie się swoich pierwszych prac naukowych w Philosophical Magazine.
Wkład i talent Rowlanda poznano w Ameryce dopiero wraz z otwarciem Uniwersytetu Johna Hopkinsa. Wtedy autorytety w Europie wskazały na osobę Rowlanda, jako kandydata najbardziej nadającego się na objęcie katedry fizyki.
Rowland studiował również fizykę u Hermanna von Helmholtza w Berlinie.

## Wyróżnienia
W roku 1890 Amerykańska Akademia Nauk przyznała Rowlandowi Medal Henry’ego Drapera za jego wkład w rozwój astrofizyki.
W roku 1895 Rowland otrzymał również Medal Matteucciego.